# Olga Lucovnicova
Olga Lucovnicova (n. 1 iulie 1991, Republica Moldova) este o regizoare de film și cineastă din Republica Moldova, cunoscută pentru scurtmetrajul documentar Nanu Tudor, care a câștigat Ursul de Aur pentru cel mai bun film de scurtmetraj la Festivalul Internațional de Film de la Berlin în 2021.

## Date biografice
Olga Lucovnicova s-a născut în Republica Moldova și a urmat studii în domeniul contabilității, apoi s-a reorientat spre arta fotografică. S-a înscris la Academia de Muzică, Teatru și Arte Plastice din Chișinău în 2011, unde a urmat cursuri de cinematografie.
După absolvire, a beneficiat de o bursă de studii în cadrul unui programului DOC NOMADS Erasmus Mundus Joint Master Degree în specializarea filme documentare, un program de masterat de doi ani organizat de universități din Portugalia, Ungaria și Belgia, pe care l-a urmat în perioada 2018-2020.

## Recunoaștere
Filmul regizat de Olga, Nanu Tudor, a fost apreciat pentru structura narativă personală și deosebit de puternică, în care amintitirile din copilărie ascund traume reale. Prin intermediul acestui documentar, Olga și-a expus propriile trăiri personale și a adus în centrul atenției probleme intime, cu un impact decisiv în tranziția de la copil la adult.
În 2021 a primit mai multe premii și distincții: premiul pentru scurtmetrajul anului la Short Film Conference de la festivalul de scurmetraje Clermont-Ferrand International; premiul pentru cel mai bun scurtmetraj la a 62-a ediție a festivalului internațional de filme documentare din Italia, Festival dei Popoli; cel mai bun scurtmetraj documentar la Ismailia International Film Festival, în Egipt, a 22-a ediție; Golden Chair pentru cel mai bun scurtmetraj documentar la Norwegian Short Film Festival, în Norvegia, ediția a 44-a; Big Stamp pentru cel mai bun scurtmetraj în competiția regională de la ZagrebDox, Croația; cel mai bun scurtmetraj european la Sarajevo Film Festival, în Bosnia și Herțegovina; premiul pentru cel mai bun regizor la Festivalul Internațional de Film Documentar Astra Film de la Sibiu; Short Film Honorable Mention la Festival du nouveau cinéma. 
În 2022 i-a fost decernat marele premiu la cea de-a 15-a ediție a festivalului internațional de scurtmetraje din Lituania, Vilnius International, marele premiu la competiția internațională Femina International Women's Film Festival din Brazilia și premiul pentru cel mai bun scurtmetraj la Olympia International Film Festival din Grecia.
Au urmat un premiu Retrospective Audience la Leiden Shorts în 2023 și premiul pentru cel mai bun scurtmetraj la cea de-a 34-a ediție a European Film Awards.

## Filmografie
- One Little Rowan Branch - 2012, durata 9 minute. S-a clasat pe locul al doilea la FIDF Cronograf, Moldova, ediția 2012 și s-a aflat în lista filmelor selectate pentru Beta Movement Festival, India, în 2014 și în lista pentru London International Documentary Festival, UK, în 2017.
- I Do Not Hate You, Death - 2016, durata 12 minute. Filmul a obținut primul loc și premiul pentru cel mai bun film moldovenesc la FIDF Cronograf, Moldova, în 2016. În același an, a fost selectat pentru Szczecin European Film Festival din Polonia și pentru Viva Film Festival din Bosnia și Herțegovina. În 2017 s-a aflat pe lista pentru Sjon International Anthropological Festival în Danemarca și a câștigat premiul pentru cel mai bun film la C&C Film Festival în Croația.
- The Desert Waves - 2018, durata 20 de minute. Este un scurtmetraj documentar despre Leons Briedis, poet și traducător leton. Premiera mondială a avut loc în cadrul Serilor de Cronograf în 2018.
- It's Not the End - 2019, durata 20 de minute. Premiera a avut loc la cea de-a XV-a ediție a FIDF Cronograf din 2020, în Moldova.
- The Act of Collecting - 2019, durata 11 minute, regizat de Olga Lucovnicova împreună cu Alexander Sussmann, Andres Cornejo Pinto și Szilveszter Zalai.
- Nanu Tudor (My Uncle Tudor) - 2020, durata 20 de minute. Filmul a câștigat Ursul de Aur la cea de-a 71-a ediție a Festivalului Internațional de Film de la Berlin (2021), după ce în 2020 fusese distins cu WildCard Award acordat de către Flanders Audiovisual Fund.[10][11]
- Object 817 - 2023, durata 22 de minute. Premiera mondială a avut loc la Festivalul de film Sundance, în Utah, în 2024.[12]
- Last Letters from my Grandma (în producție, cu lansarea stabilită pentru 2025). Un film de 90 de minute, realizat în colaborare de Belgia, Olanda, România și Republica Moldova.[13][14]

## Articole publicate
- Films based on Holocaust photo and video archives – a powerful teaching tool in creating an open, tolerant and democratic society (2017). Publicat în: M., Barkahan, K., Datashvili, S., Samovarova (editori). Holocaust and Modern Radicalism (pp. 221-235). Riga: Society „Shamir”.
- Expresia artistică a arhitecturii în filmele anilor 1896 – 1930 (2020). Publicat în: L. Condraticova. Patrimoniul cultural de ieri - implicații în dezvoltarea societății durabile de mâine (pp. 229-236). Chișinău: Academia de Științe a Moldovei. ISSN 2558 - 894X.
- Semiotica peisajului urban în filmul poetic moldovenesc (2021). Publicat în: A. Pădurean, A. Drăucean, S. Stoia. Perspective actuale în științele socio-umane (pp. 293-302). Arad, România: Editura Universității „Aurel Vlaicu”. ISBN 978-973-752-847-6
- Vizualizarea durerii și traumei prin lentila filmului poetic moldovenesc (2021). Publicat în: L. Condraticova. Patrimoniul cultural de ieri - implicații în dezvoltarea societății durabile de mâine, Ediția III. (pp. 174-181). Iași, România: Academia de Științe a Moldovei. ISSN: 2558 – 894X
- Arta cinematografică și poezia: interferența limbajelor (2021). Publicat în Studiul artelor și culturologie: istorie, teorie, practică. Chișinău: Academia de Muzică, Teatru și Arte Plastice
- Pitorescul și pictorialismul în fotografia alb-negru. Exemple din fotografia națională (2021), în colaborare cu V. Druc și V. Tipa.  Publicat în Studiul artelor și culturologie: istorie, teorie, practică. Chișinău: Academia de Muzică, Teatru și Arte Plastice